# Koï
 (juillet 2009).
Pour le terme turc signifiant village, voir Köy.
Ne doit pas être confondu avec le koi (plat).

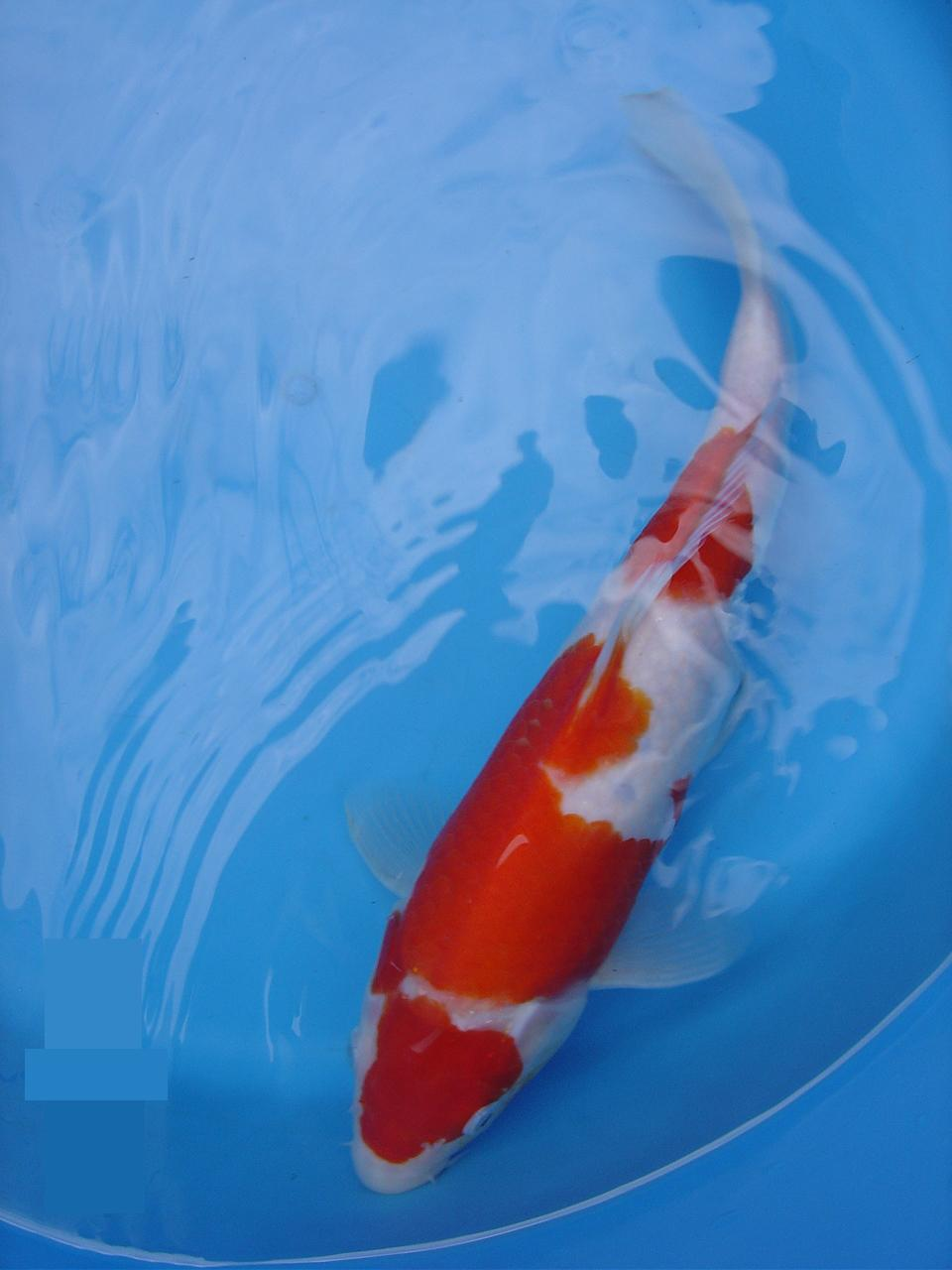
Carpe koï Kohaku, l'une des races de la sous-espèce Cyprinus carpio carpio Linnaeus, 1758.

La carpe koï ou carpe d'ornement parfois aussi appelée carpe japonaise est un poisson appartenant à une des variétés ornementales de la carpe commune (Cyprinus carpio carpio Linnaeus, 1758). Aujourd'hui prisée dans le monde entier, le développement de carpes ornementales est initialement apparu en Chine, en Corée, au Japon et au Vietnam. Ce poisson d'eau douce a été obtenu à partir de croisements entre individus sélectionnés de la Carpe commune (Cyprinus carpio) qui vivait à l'origine dans les étangs servant de réservoirs aux rizières. Essentiellement végétarienne, cette carpe n'est pas un prédateur malgré sa grande taille. Ces poissons arborent diverses couleurs : rouge, blanc, jaune, noir, etc. Certaines variétés colorées sont très prisées par les collectionneurs et atteignent des prix exorbitants alors qu'elles ne sont encore âgées que d'environ deux ans. En Asie du Sud-Est, les koïs sont considérées comme un symbole d'amour et de virilité.

## Dénominations et étymologie
Le terme japonais « koï » (鯉, koi) signifie simplement carpe. Les carpes d'ornement sont appelées au Japon nishiki-goi (錦鯉, littéralement « carpe de brocart »), mot dérivé de leur dénomination chinoise jinli (chinois simplifié : 锦鲤 ; chinois traditionnel : 錦鯉 ; pinyin : jǐn lǐ).

## Biologie et comportement des koïs
Pour des articles plus généraux, voir Cyprinus carpio carpio et Carpe commune.
Les carpes koï sont omnivores à tendance herbivore donc de caractère pacifique et grégaire. Regroupées en bancs, elles effectuent ensemble des allers-retours entre leurs lieux de repos et d'alimentation[réf. souhaitée].
Les koïs affectionnent les fonds sablonneux ou vaseux où elles cherchent de la nourriture à l'aide de leurs deux paires de barbillons. Plus la température de l'eau est élevée, plus les carpes seront voraces. Lorsque la température descend en dessous de 6 °C, les carpes cessent pratiquement de s'alimenter et entrent dans une phase de semi-hibernation (aussi appelé léthargie) qui peut durer tout l'hiver. Elles se cachent alors au fond du bassin, presque enfoncées dans la vase afin de se protéger du froid.
La carpe est réputée pour sa longévité, en général 18 à 20 ans, mais certains spécimens sont arrivés à 70 ans.

### En captivité

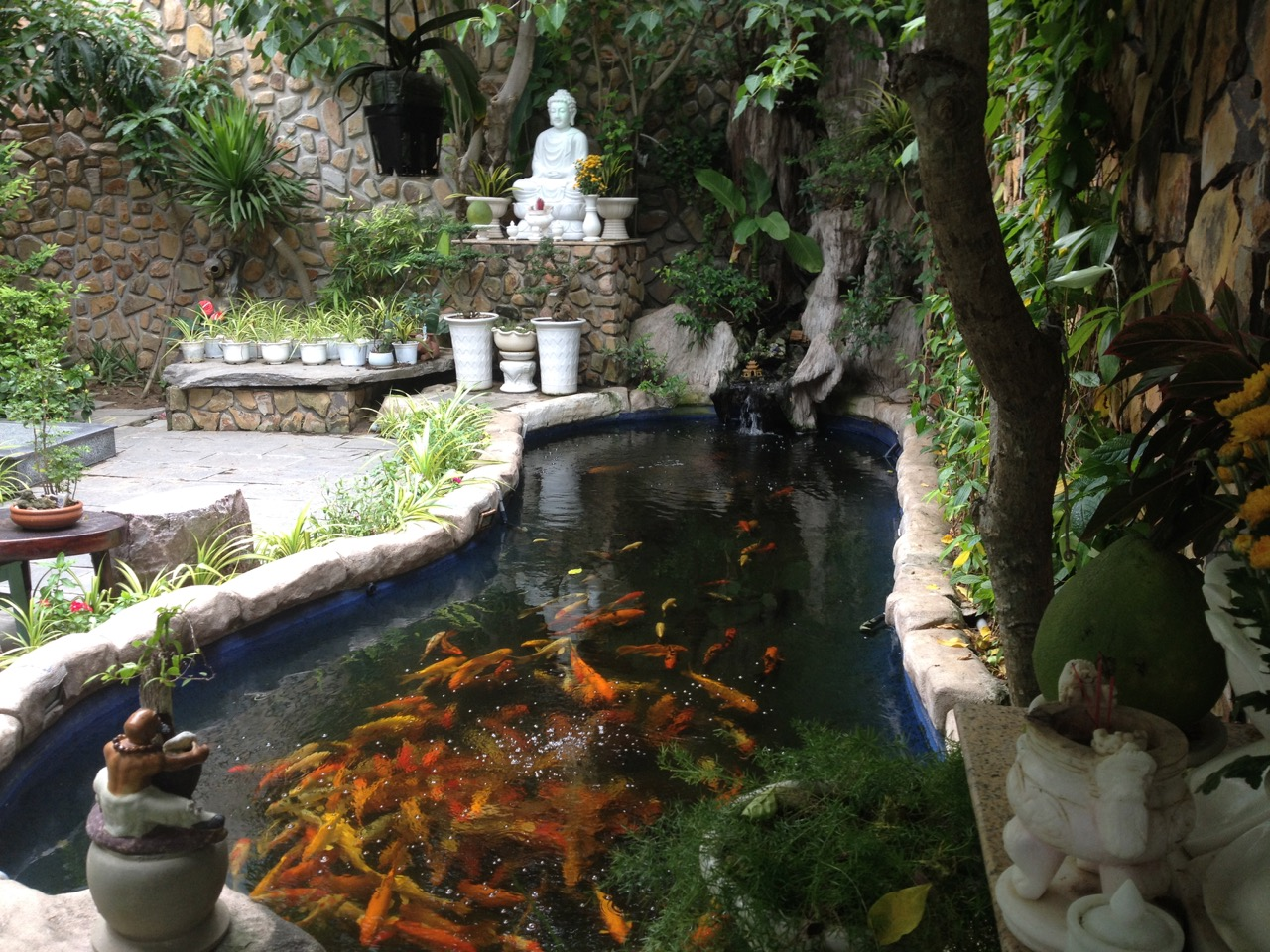
Bassin de koï au Vietnam

Les carpes koï ne peuvent être maintenues qu'en extérieur, dans des bassins aménagés ou des étangs. Elles sont incapables de survivre en aquarium car il faut 5 mètres cubes d'eau pour une carpe adulte.
La carpe koï est un poisson de grande taille une fois adulte, elle demande une attention particulière sur la filtration de son bassin. Plus le nombre de koï sera important, plus la filtration biologique devra être grande. Cette étape est primordiale pour la santé des carpes koï, en fonction du type de filtration mécanique et de la performance du filtre biologique un volume de 5 à 10% du bassin devra être dédié à l'épuration biologique.
Installer un filtre biologique adapté aux carpes koï, calibré en fonction de la population finale et d'une filtration mécanique performante sont des facteurs essentiels pour maintenir en captivité des carpes koï adultes.
La carpe koï est un animal paisible et familier, la cohabitation avec d'autres espèces de poissons ne pose donc aucun problème.
Elle se contente de tout type de nourriture pour poisson de bassin. La quantité absorbée dépend de la température de l'eau, et donc la nourriture est plus facile à doser si elle flotte. Durant les mois d'hiver et en dessous de 6-8 °C environ, il est inutile de les nourrir.
Ce poisson est réputé pour sa docilité. Avec de la douceur et un peu de patience, les carpes koï viennent se nourrir dans votre main et se laissent facilement toucher.

## L'histoire de la carpe koï

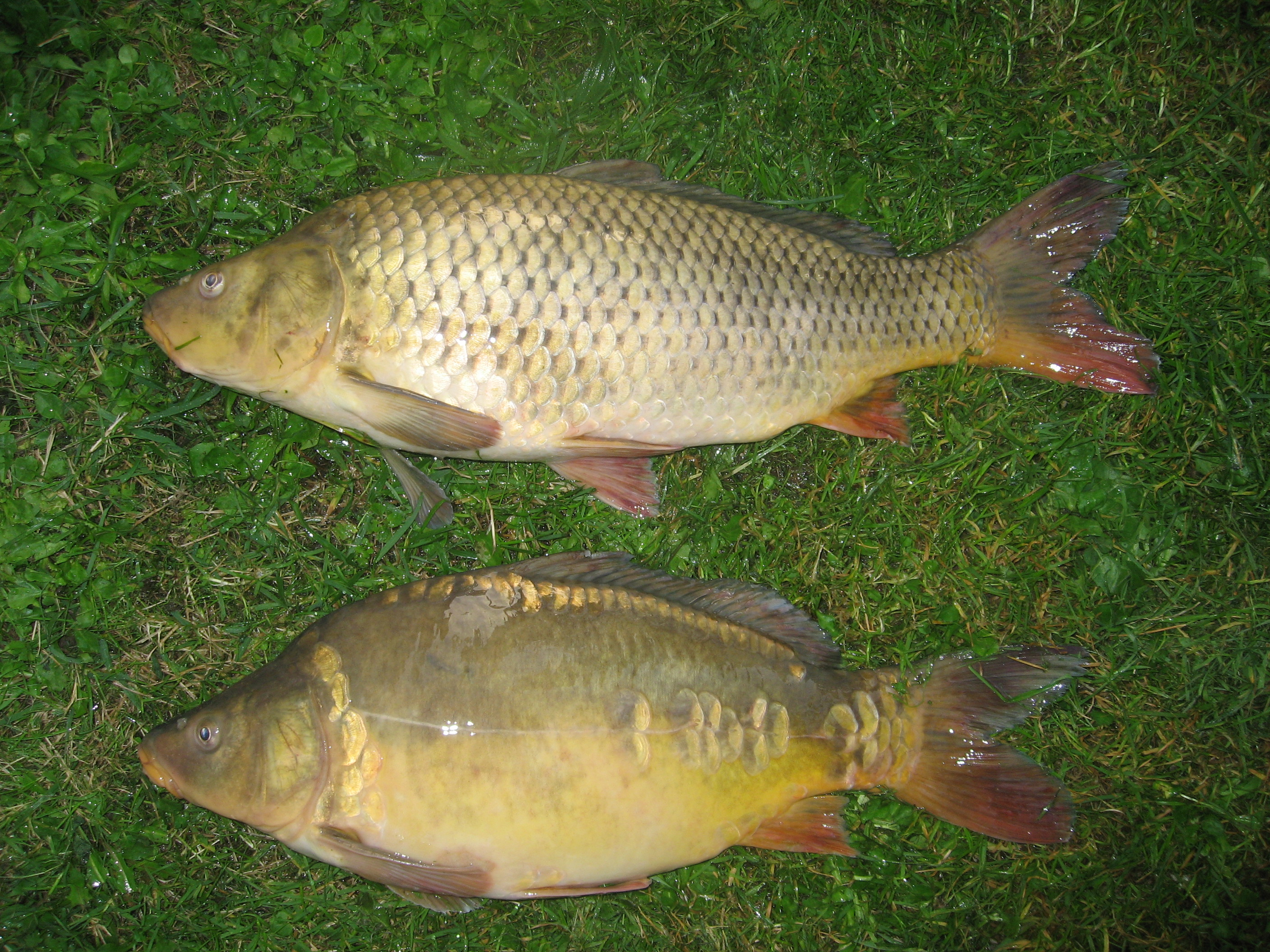
La Carpe commune (formes normale et miroir) qui a servi de souche aux carpes koï.

Variétés colorées de koi.

La carpe koï n'est pas originaire du Japon. La plus ancienne forme du nishikigoi, appelé magoi, était noire et vivait dans les mers Noire, Caspienne, d'Aral et d'Azov. C'est en Chine qu'apparaissent les premiers écrits les concernant vers 500 av. J.-C. La carpe koï fut introduite au Japon lors des invasions chinoises.
Les premières techniques d'élevage de cette carpe furent également inventées en Chine essentiellement pour la saveur de sa chair. Les variations chromatiques se limitaient alors au rouge et au gris.
Au XVIIe siècle, dans la région du Niigata, la carpe est introduite dans les rizières afin d'améliorer le régime alimentaire à base de riz des paysans. Les premières mutations chromatiques remarquables apparaissent entre 1804 et 1830 et concernèrent les carpes rouges, blanches et jaunes. Entre 1830 et 1850, les kohaku se dessinent à la suite d'un croisement entre une carpe blanche et une carpe rouge. Dès la fin du XIXe siècle, la plupart des variétés actuelles sont reconnues. Pour les stabiliser comme nous les connaissons actuellement il faut attendre le XXe siècle. Pour la kohaku par exemple, la lignée Yagozen qui apporte stabilité dans les couleurs date des années 1940 (Koi Appreciation- Kate McGill).
L'élevage des carpes koï ne connut cependant qu'un succès ne dépassant pas les frontières du Niigata. Mais, certains poissons y valurent bientôt leur pesant d'or et l'élevage fut temporairement interdit par les autorités locales qui considéraient cela comme de la spéculation.
À la faveur d'une exposition à Tokyo en 1914, les koïs sortirent de leur isolement, le maire d'un village du Niigata y ayant envoyé 27 exemplaires afin de sensibiliser le public aux conditions de travail pénible dans la région. Huit de ces carpes offertes au fils de l'empereur Taisho constituèrent un événement qui permit la propagation de la carpe koï dans le monde entier.
Le marché de la carpe koï s'est considérablement développé à l'issue de la Seconde Guerre mondiale grâce au transport aérien et la création d'élevages hors du Japon. De nombreux pays (Israël, Chine, Malaisie, etc.) assurent également la production de carpes ornementales cependant la qualité des koïs élevées au Japon surpasse la concurrence[réf. nécessaire]. Les éleveurs Japonais possèdent une connaissance inégalée et une génétique acquise au fil de la création des différentes variétés.

## Marché et collectionneurs
Les carpes koï peuvent être très onéreuses, à l'instar d'un chien ou d'un cheval elles doivent répondre à un standard pour chaque variété. Les étiquetages "classe A ou B" ne sont que des appréciations de jardinerie.  Le prix de certains spécimens rares et très esthétiques a pu atteindre 200 000 dollars (180 000 euros)[réf. nécessaire] au début des années 2000. Une vente réalisée en 2018 a atteint le montant record de 1 800 000 dollars. Ce poisson appelé S Legend est un kohaku de 9 ans, pour 101 cm, issu de chez Sakai Fish Farm (SFF).
La plus reconnue des carpes koï est le tancho kohaku. Cette carpe est blanche avec une tache rouge unique sur le sommet de la tête, particulièrement appréciée des Japonais en raison du motif rappelant le drapeau du pays. Son nom provient de la grue du Japon, qui arbore également ce motif. Le terme tancho peut s'appliquer à tout poisson qui arbore un rond rouge (maru) sur la tête. On trouvera des tancho sanke, tancho showa, tancho goshiki..Le rouge présent se limitera alors au seul maru.

### Législation
La carpe koï est considérée comme étant un animal domestique en droit français.

### Principales variétés

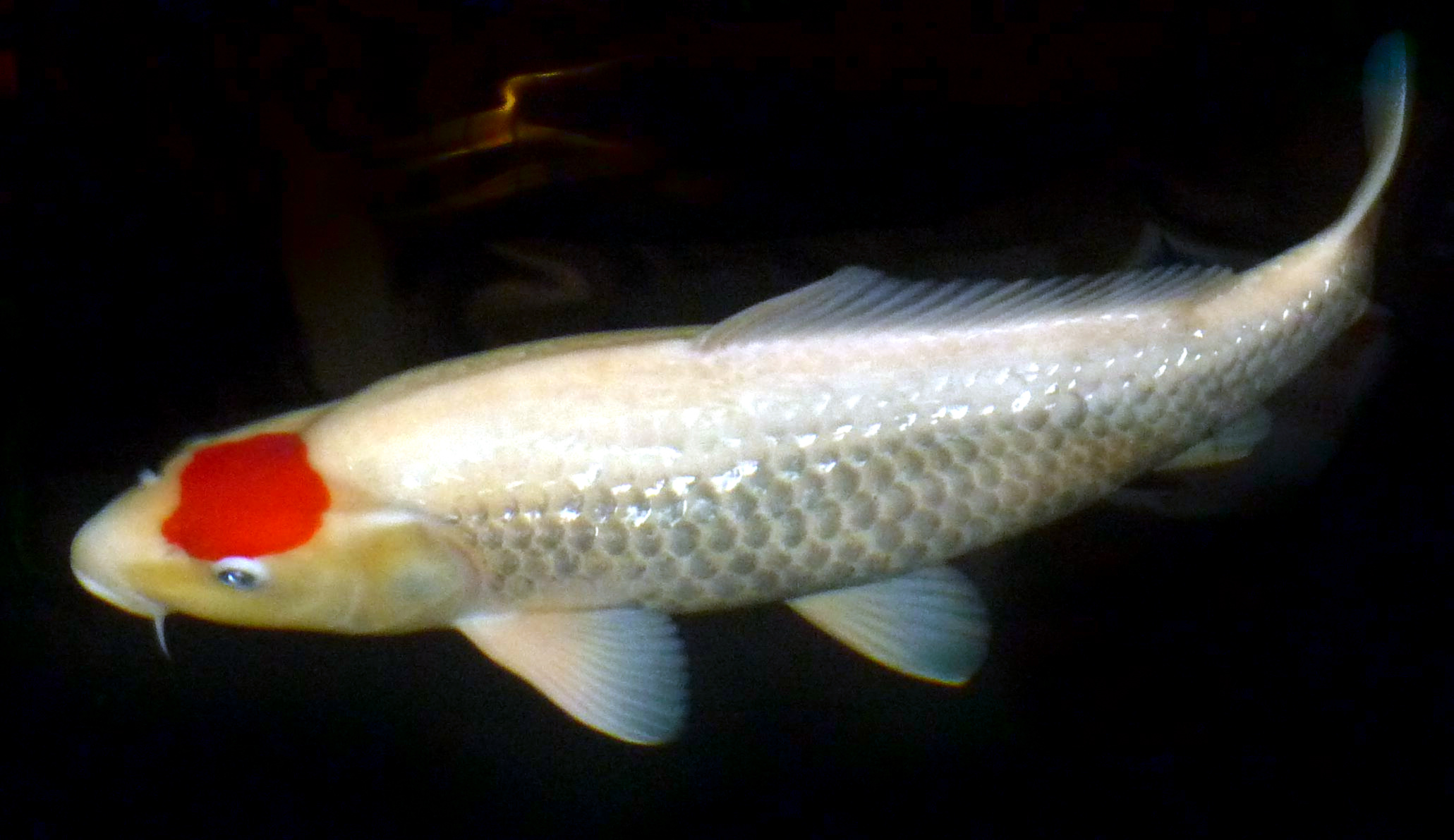
La variété Tancho évoque le drapeau japonais

La carpe koï est représentée par différentes variétés :
- Kohaku (红白?) : variété blanche à taches rouges ;
- Taisho-Sanke (大正三色?) : variété tricolore à fond blanc et taches rouges et noires ;
- Showa-Sanshoku (昭和三色?) : variété tricolore à fond noir et taches blanches et rouges ;
- Bekko (別光?) : variété bicolore :
  - Shiro-Bekko (variété à fond blanc et légères taches noires) ;
  - Aka-Bekko (variété à fond orange et légères taches noires) ;
  - Ki-Bekko (variété à fond jaune et légères taches noires) ;
- Goshiki (variété composée de 5 couleurs : le noir, le rouge, le blanc, le gris et l'indigo) ;
- Utsurimono (寫類?) : (variété bicolore à fond noir) ;
- Asagi (淺黃?) : variété présentant des reflets métalliques ;
  - Asagi-Shusui : variété gris bleuté et blanche avec des taches rouges ;
  - Shusui (秋翠?) : variété ne présentant pas de reflets métalliques ;
- Koromo : variété avec écailles présentant une bordure bleue ;
- Hikarimono : variété unicolore métallique ;
  - Ogon : variété de couleur platine ;
- Hikari-Utsurimono (光寫類?) : variété tricolore métallique ;
- Hikari-Moyomono (光模樣?) : variété multicolore métallique ;
- Hikari-Mujimono (光無地?) : variété monochrome : orange, jaune ou grise ;
- Kumonryu (九紋龍?)
- Kawarimono : regroupant tous les poissons sans reflets métalliques n'appartenant à aucune autre variété :
  - Chagoi (茶鯉?, littéralement « carpe de couleur thé ») : variété unicolore allant du vert au brun, du clair au foncé. Le chagoi est une carpe à croissance rapide et de taille importante à l'âge adulte mais est surtout connu pour sa docilité et sa familiarité avec l'homme. Son comportement influe sur celui des autres carpes koï du bassin.
  - Karasugoi
  - Matsubagoi
- Kujaku (孔雀?)
- Kinginrin (金银鳞?) : variété présentant des écailles très brillantes et argentées ;
- Tancho (丹頂?) : variété avec une tache rouge sur la tête, très recherchée car elle évoque le drapeau japonais
- Doitsu (德國鯉?)

## La carpe de brocart dans la culture
Les carpes de brocart ont une place importante dans la culture japonaise, où elles sont un symbole d'amour et de virilité[réf. souhaitée]. Leur succès s'est étendu partout où ces poissons ont été exportés, elles apportent beaucoup de charme et de dynamisme à un bassin de jardin. Les carpes koï étant très calmes, elles apportent beauté et sérénité dans un bassin.
Au Japon, ces carpes servaient à agrémenter les jardins. Elles donnaient une touche de couleur, de vie et de sérénité dans ce lieu de repos. La tradition voulait que l'invité prestigieux choisisse en entrant le spécimen qu'il allait déguster pendant le repas[réf. nécessaire].
Plus précisément, elles représentent la force et la persévérance, du fait qu'elles remontent à contre-courant les rivières et cascades du Japon et d'Asie. Selon la légende chinoise, les carpes du fleuve Jaune, après avoir remonté le fleuve, s'envoleraient vers le ciel en se transformant en dragons. Cette légende serait à l'origine au Japon des koi-nobori (鯉幟, lit. « bannière carpe »), des manches à air en forme de carpes koï utilisées lors de la journée des enfants, le 5 mai, héritée de la fête chinoise du duanwu, du 5e jour du 5e mois du calendrier lunaire), ayant jadis pour objet d'encourager les garçons à être forts et valeureux.
Dans la culture chinoise, la carpe koï possède huit vertus. Elle montre à travers elles la Voie à suivre pour vivre toujours en phase avec la réalité.
On raconte que le philosophe Confucius reçut une carpe koï de la part du roi et aurait nommé son fils d'après ce poisson, car il était le seul à pouvoir remonter les chutes du fleuve Jaune.
En Chine, elles agrémentent les bassins des temples bouddhistes et taoïstes, généralement aux côtés de tortues carnivores, créant ainsi un équilibre naturel, ou des parcs et jardins.
De la même façon, en Europe, on place souvent des carpes de couleur noire dans les bassins des châteaux.[réf. nécessaire]

## La carpekoïdans la culture populaire
L'entrée du fourreau (saya) d'un sabre (katana) est appelée koiguchi (鯉口), litt. « bouche de carpe ».
Le Pokémon Magicarpe et son évolution Léviator sont inspirés par la légende de la cascade du fleuve Jaune (voir la légende des koinobori).